# 绿帽子
綠帽是一個源於中國傳統文化的用語，通常用於描述夫妻關係中，女方與丈夫以外的男人發生性關係，又稱為戴綠帽、綠頭巾，這些詞語帶有羞辱意味，尤其是針對男性。
現今，綠帽一詞的用法已經不再局限於傳統的夫妻、性別、性取向。在當代社會，只要是在唯一伴侶的關係中，任何一方與其他人外遇，都可以被稱為綠帽。

## 詞源
據明朝郎瑛所撰的筆記《七修类稿》載，依靠妻女賣淫收入為生的男子以綠頭巾裹頭作為識別。綠色在中國古代被視為低賤者的用色，《漢書．東方朔傳》提到館陶公主劉嫖的情夫董偃頭戴綠幘，顏師古的注是：「綠幘，賤人之服也。」唐朝詩人李白在詩《古風》中也有「綠幘誰家子，賣珠輕薄兒」之句，可見當時綠色為低賤者所用的顏色。
至於把綠色視為低賤者用色的原因，有一種說法是與龜有關。綠色為龜之顏色，而古人誤以為雌龜要與蛇交配才可以繁殖，甚至以為龜沒有雄性；如明朝謝肇淛所著的筆記《五雜俎》就提到，龜不能交配，所以縱容雌龜與蛇交配來繁殖後代。不少古書如《列子》、《說文解字》、《博物志》等均有類似說法。因此把妻子與他人通姦的男子稱為「龜」，今日閩南人仍有此習，閩南語鄙稱妻紅杏出牆者為「烏龜」。《七修類稿》與唐朝封演《封氏聞見記》均有提到，唐朝李封為延陵令時，手下犯罪，李封就要他們戴綠頭巾作為羞辱；但當時仍未有把綠頭巾定型成妻子跟別人通姦的意思，只是象徵身份低賤。而郎瑛則於《七修類稿》中說出自己的見解，認為以綠頭巾為羞辱，是因為綠頭巾是春秋時期妓女之夫的首服。
把綠頭巾定義為妻子通姦，應在元朝之後。據《元典章》載，元朝規定娼妓家長和男性親屬要裹青頭巾，而青、綠二色相近。此例一直沿用至明朝，《明史·輿服志》載，明太祖朱元璋在洪武三年下诏規定教坊樂戶和伶人要戴青巾，而樂戶、伶人之妻通常都是女樂、女伶，雖然以賣藝為主，但有時亦會與皇室及貴族發生性關係。明劉辰所著的《国初事迹》也有記載，當時南京娼妓家的男子指令必须“头戴绿巾”。
後來龜蛇之說、頭巾之綠、娼妓之家等說法被集合、附會，綠頭巾才被定型為專指妻子不貞之男子。清朝趙翼《陔余丛考》關於绿头巾的介紹中，指明制樂人用碧綠巾裹頭，因此吳人把妻子有淫行的男子稱為綠頭巾。「綠帽子」一詞則是清朝以後的用法，易實甫作《王之春賦》就有“帽兒改綠，頂子飛紅”之句，描繪了當時官場的性賄賂。於是「綠頭巾」或「綠帽子」就成為妻子與人通姦的男子之代稱了，這種用法亦流傳至今。

## 歷史例子

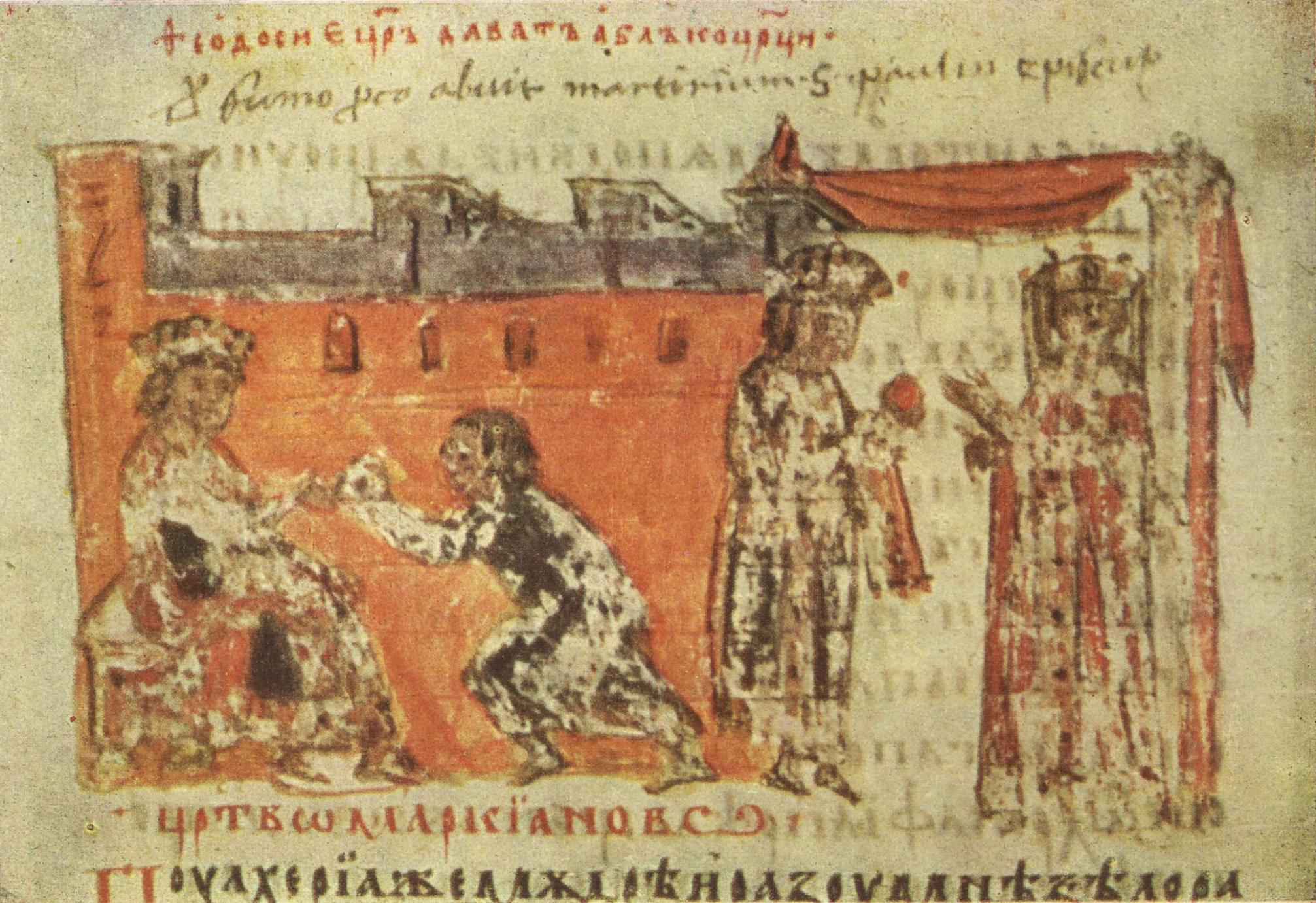
狄奧多西（左）收到蘋果並詢問歐多琪亞有關此事的情況。場景出自12世紀的《瑪納塞斯編年史》。

根據6世紀東羅馬帝國歷史學家約翰·馬拉拉斯的編年史：大約在443年的一天，皇帝狄奧多西二世和隨從在去教堂的路上，一名男子送給皇帝一個「大得無可誇張的蘋果」。皇帝用150索利都斯（钱币）感謝了這名男子，並立即將蘋果作為禮物送給了他的妻子艾莉婭·歐多琪亞皇后，但歐多琪亞將蘋果送給了宮廷事務長官兼皇帝的童年朋友保羅努斯（蘋果代表愛情）。保羅努斯不知道皇后從哪裡得到這顆蘋果，以為只有皇帝才配享用，便把蘋果送給了皇帝。狄奧多西立刻認出了蘋果，懷疑歐多琪亞和保羅努斯之間有染，便問歐多琪亞如何處理了這顆蘋果。她回答說：「我吃了它。」狄奧多西隨即要求她發誓，歐多琪亞照做了。隨後，狄奧多西將這顆巨大的蘋果遞給了她。皇帝勃然大怒，下令處死了童年朋友保羅努斯，歐多琪亞深感尷尬，自願流放至耶路撒冷。

## 延伸說法

### 綠帽癖
綠帽癖是一種性癖好，主要特徵為個體在他們的伴侶與第三方發生性關係時，產生某種心理衝突感，並由此獲得性愉悅、性興奮的快感。這種心理衝突感可能包括吃醋、自卑、焦慮、羞辱等，但通常需要伴侶是一個特別深愛的對象才能有所感觸。根據研究指出，綠帽癖被視為受虐癖的一種變形，該癖好中的個體通常會在經歷羞辱的過程中獲得性愉悅，這種癖好與被虐傾向（也稱為M傾向）有所相關。值得注意的是，綠帽癖不僅限於兩人之間的性行為，參與三人或四人的性活動也可以觸發相同的心理反應。然而，在這些多人性活動中或是在不經預先同意的情況下，一方在事後才發現伴侶的不忠行為，反應可能會更加多變。某些人可能仍然會感到興奮，而其他人則可能會感到憤怒或無興趣。

### 綠帽奴
綠帽奴與綠帽癖相似，不同之處在於包含了奴性的元素。這可能包括願意被剝奪權力、接受並養育伴侶與他人生育的兒女等。這種行為可能會涉及對尊嚴和自尊的打擊，但參與者通常會對這些情境或行為感到快感。

## 其他語言的類似說法

### 英語
在英語中，一個男人的妻子若與別人發生性關係，該男人會被稱為「Cuckold」。這個詞源於古法語對杜鵑科鳥的稱呼「cocu」，該詞最早於約1250年代出現；這是因為雌杜鵑會在其他鳥類的巢中下蛋，由那些鳥來養育非自己的後代。

### 日語
在日語中，「日语：／ uwaki」是伴侶外遇，而「日语：／ futamata」則表示「腳踏兩條船」或是「劈腿」。另有「日语：／ furin）」是指已婚者的不忠行為，以上這些詞都不分性別。
日語還有一個詞「日语：／ netorare」（直譯為「遭人睡走」），通常縮寫為「NTR」，意義與中文的「戴綠帽」和臺灣話的「綴人走」（tuè-lâng-tsáu或tè-lâng-tsáu）相似，即「跟別人跑了」或「私奔」。此外，「NTR」也有另一種用法，即「日语：／ netori」，意為作為第三者主動令對方「戴綠帽」。因為「NTR」和「牛頭人」的漢語拼音「Niútóurén」開頭字母相同，中國網路文化因此衍生出「牛頭人」這一用語。

#### WNTR
現在的NTR一詞視人而定其詞意已變得非常廣泛
於是延伸出另一個說法,把即不是真正意義上的NTR,卻又和NTR有某種關聯的類NTR劇情統稱為“WNTR”
又名為“偽牛頭人”或“擦邊牛頭人”。例如在角色之間互有好感卻未確定關係的情況下發生了類似NTR情節,並能稱為“WNTR”

#### 逆NTR
「逆NTR」的性別對象與「NTR」相反，通常是指女性被其他女性或男性「NTR」。

## 外部連結
- 也說「綠頭巾」一詞的由來 （页面存档备份，存于）
- 金庸原來是NTR小說先驅 （页面存档备份，存于）